# Erromango
Erromango – największa wyspa w prowincji Tafey, najdalej wysuniętej na południe części Vanuatu. Najwyższym wzniesieniem jest góra Santop o wysokości 886 m. Jej największymi wioskami są: Port Narvin oraz Dillons Bay (Upongkor). Całkowita powierzchnia Erromango wynosi 888 km².
Wyspa jest otoczona rafami koralowymi. Na wyspie znajdują się wygasłe wulkany oraz sawanna.
Ludność wyspy uprawia palmę kokosową.
Wcześniej była znana jako Wyspa Męczenników z powodu śmierci wielu misjonarzy w XIX wieku. Zginął tutaj między innymi brytyjski misjonarz John Williams.